# Actinopterigieni
Actinopterigienii sau actinopterigii (Actinopterygii) (din latina actino = rază + și greaca pterygii = aripă, aripioară sau înotătoare) este o clasă de pești osoși care cuprinde majoritatea (96%) peștilor actuali. Denumirea provine de la prezența radiilor osoase sau cartilaginoase ce susțin înotătoarele perechi, dispuse ca niște raze și care se articulează direct de centura scapulară. Sunt adaptați la ape dulci, salmastre și marine. Scheletul intern și extern parțial sau total osificat. Corpul este acoperit cu solzi cicloizi, ctenoizi sau ganoizi  (solzii cosmoizi și placoizi lipsesc la acești pești). Înotătoarele perechi au, cu excepția lui Polypterus,  bază lată (tip euribazal) și sunt formate după tipul uniseriat, razele osoase sau cartilaginoase fiind așezate într-o singură serie în înotătoarele perechi, pe câteva piese bazale, de la care se îndreaptă paralel sau divergent spre capătul liber al înotătoarelor. Coada este de obicei homocercă, uneori heterocercă și foarte rar gefirocercă. Cloaca lipsește. Vezica aeriană este prezentă. Plămânii și nările interne lipsesc. Spiraculul s-a păstrat numai la câteva specii. Au apărut în silurianul superior (cu 420 milioane ani în urmă).